# تياغو إلياس دو ناسيمنتو سيلفا
تياغو إلياس دو ناسيمنتو سيلفا (هانغل: 티아구 일리아스 두 나시멘투 시우바) هو لاعب كرة قدم كوري جنوبي وبرازيلي في مركز الهجوم، ولد في 9 يونيو 1987 في البرازيل. لعب مع إنتشون يونايتد وباوليستا ونادي فيروفياريا.

## وصلات خارجية
- تياغو إلياس دو ناسيمنتو سيلفا على موقع دوري كوريا الجنوبية (الإنجليزية)
- تياغو إلياس دو ناسيمنتو سيلفا على موقع قاعدة بيانات كرة القدم.إي يو (الإنجليزية)
- تياغو إلياس دو ناسيمنتو سيلفا على موقع Soccerway.com (الإنجليزية)